# 気象ロケット観測所
座標: 北緯39度02分 東経141度50分 / 北緯39.033度 東経141.833度
気象ロケット観測所（きしょうロケットかんそくじょ）は、かつて存在した日本の気象観測ロケットの射場である。岩手県の綾里に位置するため、英語ではRyori と表記される。
気象庁が1970年4月に開設し、同年7月15日に初発射。2001年3月21日の観測終了まで、MT-135Pロケットによる観測を計1,119回行った。
北太平洋唯一の気象ロケット観測所であったが、観測終了後に気象ロケット観測所の名称は廃止された。2002年3月1日以降は大気環境観測所として、エアロゾルライダーを用い、温室効果ガスやオゾンなどの大気観測を行っている。